# Jambol (provins)
Jambol er en af de 28 provinser i Bulgarien, beliggende i den sydøstlige del af landet, på grænsen til Bulgariens naboland Tyrkiet. Provinsen har et areal på 3.336 kvadratkilometer og et indbyggertal (pr. 2009) på 151.726.Folketællingen 7. september 2021 viste et indbyggertal på 109.693 i provinsen. Klik på referencen i indledningen i artiklen om Bulgarien for resultat af folketælling.
Jambols hovedstad er byen Jambol, der med sine ca. 70.000 indbyggere (medio 2023) også er provinsens største by. Af andre store byer kan nævnes Elkhovo med ca. 13.000 indbyggere. I provinsen findes desuden den antikke thrakiske by Kabile.